# Rio Jaru
O rio Jaru  é um rio brasileiro, que banha a cidade de Jaru, no estado de Rondônia.